# 山田保永
山田 保永（やまだ やすなが、1850年9月13日（嘉永3年8月8日） - 1932年（昭和7年）12月6日）は、日本の陸軍軍人。最終階級は陸軍中将。栄典は正四位勲二等功三級。

## 経歴
紀伊国出身。山田甚五右衛門の長男として生まれる。明治4年12月（1872年）、召集兵として陸軍に入り少尉心得に任官し大坂鎮台付となる。明治5年（1872年）3月、陸軍少尉に昇進。1877年（明治10年）2月から10月まで西南戦争に出征。1883年（明治16年）6月、歩兵少佐に進級し歩兵第12連隊大隊長に就任。1885年（明治18年）5月、参謀本部管東局員となり、参謀本部第2局員、歩兵第1連隊大隊長、第4師団副官、陸軍省軍務局第2軍事課長を歴任。1892年（明治25年）9月、歩兵中佐に昇進。同年11月、陸軍省副官に移るが、1893年（明治26年）8月、休職した。
1893年9月、歩兵第2連隊長として復帰。1894年（明治27年）9月、二度目の第2軍事課長となる。同年10月、第2軍副官に発令され日清戦争に1895年（明治28年）5月まで出征。この間、1895年1月、歩兵大佐に進級。1899年（明治32年）3月、近衛歩兵第4連隊長に就任。
1900年（明治33年）3月、陸軍少将に昇進し歩兵第7旅団長を命ぜられる。1902年（明治35年）2月、台湾守備混成第3旅団長に転ずる。1904年（明治37年）4月、歩兵第9旅団長に異動し1904年（明治37年）11月まで日露戦争に出征。沙河会戦まで参戦。この間、1904年7月に休職、同年10月、留守歩兵第12旅団長となる。
1905年（明治38年）4月、第13師団兵站監に就任。同年7月、樺太に出征。同年9月、樺太守備隊司令官に着任。1906年（明治39年）7月6日、陸軍中将に進級と同時に予備役編入。1908年（明治41年）4月1日、後備役となる。1913年（大正2年）4月1日に退役した。

## 栄典・授章・授賞
位階
- 1883年（明治16年）7月16日 - 従六位[5]
- 1895年（明治28年）6月8日 - 従五位[6]
- 1900年（明治33年）6月11日 - 正五位[7]
- 1905年（明治38年）7月10日 - 従四位[8]
- 1906年（明治39年）10月20日 - 正四位[9]

勲章等
- 1889年（明治22年）11月29日 - 大日本帝国憲法発布記念章[10]
- 1894年（明治27年）5月29日 - 勲三等瑞宝章[11]
- 1895年（明治28年）9月20日 - 旭日中綬章・功四級金鵄勲章[12]
- 1895年（明治28年）11月18日 - 明治二十七八年従軍記章[13]
- 1904年（明治37年）5月20日 - 勲二等瑞宝章[14]
- 1906年（明治39年）4月1日 - 功三級金鵄勲章、旭日重光章、明治三十七八年従軍記章[15]

## 親族
- 長男 山田良之助（陸軍中将）
- 甥 大杉栄